# Roger Wolcott Sperry
Roger Wolcott Sperry (Hartford, Connecticut; 20 de agosto de 1913-Pasadena, California; 17 de abril de 1994) fue un biólogo, neurocientífico y psicólogo estadounidense.

## Biografía
Estudió filología inglesa y psicología en Ohio, y zoología en la Universidad de Chicago.
Obtuvo el Premio Nobel de Fisiología o Medicina en 1981 por sus trabajos acerca de las funciones de los hemisferios cerebrales.

## Obra
- "The problem of central nervous reorganization after nerve regeneration and muscle transposition." Quart. Rev. Biol. 20: 311-369, 1945
- "Regulative factors in the orderly growth of neural circuits." Growth Symp. 10: 63-67, 1951
- "Cerebral organization and behavior." Science 133: 1749-1757, 1961
- "Chemoaffinity in the orderly growth of nerve fiber patterns and connections." Proc. Nat. Acad. Sci. USA 50: 703-710, 1963
- "Interhemispheric relationships: the neocortical commissures; syndromes of hemisphere disconnection." (with M. S. Gazzaniga, and J. E. Bogen) In: P. J. Vinken and G.W. Bruyn (Eds.), Handbook Clin. Neurol (Ámsterdam: North-Holland Publishing Co.) 4: 273-290, 1969
- "Lateral specialization in the surgically separated hemispheres." In: F. Schmitt and F. Worden (Eds.), Third Neurosciences Study Program (Cambridge: MIT Press) 3: 5-19, 1974
- "Mind-brain interaction: mentalism, yes; dualism, no." Neuroscience 5: 195-206. Reprinted in: A.D. Smith, R. Llanas and P. G. Kostyuk (Eds.), Commentaries in the Neurosciences (Oxford: Pergamon Press) pp. 651-662, 1980
- "Science and moral priority: merging mind, brain and human values." Convergence, Vol. 4 (Ser. ed. Ruth Anshen) New York: Columbia University Press, 1982[1]